# Македонија
Македонија је историјски и географски регион на Балкану, административно подељен између Грчке (Егејска Македонија), Северне Македоније (Вардарска Македонија), Бугарске (Пиринска Македонија), те незнатним делом Албаније и Србије (део Вардарске Македоније).
Успон Македоније од мале краљевине на периферији Грчке до најјаче силе хеленског света (и шире) трајао је 25 година тј. током владавине Филипа II Македонског. Филипове војне реформе многоструко су увећале ефикасност македонске војске. Македонско освајање Грчке започело је 357. године п. н. е., а завршено је победом код Херонеје 338. године п. н. е. када је Атина признала Македонију за хегемона. Филипов наследник Александар Македонски начинио је од Македоније највећу дотадашњу државу. Његовим освајањем Персије започиње нова ера историје старог века у којој ће токови грчке, македонске и историје старог истока тећи у истом смеру — хеленизам (331—330. п. н. е.).

## Географија
Македонија је претежно планинска регија прошарана котлински равницама смештеним уз велике речне токове са већим равницама на њеном југу, уз Егејско море. Њену северну границу чини вододелница Црног и Егејског мора. Западну границу чини вододелница Јадранског и Егејског мора на северу односно горњи ток Бистрице на југу. Јужну границу Македоније чини Олимп односно Егејско море, док источну границу чини река Места.
Вардар је највећа река која протиче кроз Македонију и једна од већих на Балкану. Дужина реке износи 388 km, а њен слив покрива површину од приближно 20.500 km². Река Вардар извире у Врутоку, неколико km северно од Гостивара у Северној Македонији, пролази кроз Скопље, Грчку и улива се у Егејско море близу Солуна.

## Историја
Према традиционалној подели историје на велике епохе, општа историја Македоније се дели на: старовековно, средњовековно, нововековно и савремено раздобље.
Најранији, односно старовековни период у историји Македоније обухвата два раздобља: протоисторијско (пре појаве писмености на том простору) и античко (након појаве писмености).

### Античка Македонија
Антички период у историји Македоније дели се на два периода. Први обухвата време постојања самосталне Краљевине Македоније, док други обухвата период римске провинције Македоније (након 146. године старе ере).
Извори о историји Краљевине Македоније пре доласка Филипа II Македонског на власт су веома оскудни. Ако се изузме археолошки материјал, једине сигурне податке даје нам Тукидид у свом кратком осврту на историју ове државе у својој "Историји". Међутим, о Филиповој епохи сведоче бројни извори. Главни међу њима је "Историја Филипа" од Теопомпа која је до данашњих времена сачувана само у одломцима. Диодор са Сицилије у својој 16. књизи описује овај период. Теопомпов савременик Ефор такође је описао ове догађаје. Извори за овај период су и беседе Есхина, Демостена и Исократа.

#### Краљевина Македонија пре Филипа Великог
Македонија је заузимала север Балканског полуострва и простирала се северно од Тесалије. На истоку се граничила са Тракијом, а на западу са Илиријом. Плодне равнице стварале су повољне услове за развој земљорадње. Стари Грци сматрали су Македонце варварима. Такав став нарочито је истицао Демостен. Међутим, Тукидид и Херодот истицали су грчко порекло македонских владара заснивајући ту теорију на сличности између два језика и називима месеца у македонском календару.
Македонија у 7. и 6. веку подсећа на државу са социјалним уређењем сличним описима хомерског доба. У 6. веку Македонија је представљала земљу која је била раздељена на области којима су управљали самостални владари. Од владарских породица се временом истиче род Аргијада који овладава већим делом Македоније. Аргијади су створили своју монархију иако није било праве наследности чак ни почетком 4. века п. н. е.
У доба Грчко-персијских ратова Македонијом је владао краљ Аминта I. Македонија је једно време признавала зависност од Ахеменидске монархије, али је убрзо збацила персијски јарам. Аминтин син Александар може се сматрати првим истакнутим Аргијадом. Радио је на учвршћивању краљевске власти и проширењу државе. Македонији је прикључио област Бисалта. Ковао је властиту монету. Грци су га сматрали својим саплемеником и дозволили му учествовање у олимпијским свечаностима. Александрови наследници наставили су борбу против сепаратизма појединих делова краљевства и проширење државе.
Краљ Архелај I (419—399) спровео је низ унутрашњих реформи у циљу јачања централне власти. Према речима Тукидида "он је учинио више него и један његов претходник". Престоница је из Еге премештена у Пелу. Одржавао је добре односе са Атином. Убијен је 399. године п. н. е. У периоду од 399. до 390. п. н. е. сменила су се чак три краља: Архелај II, Аминта II и Паусанија. Потом на власт долази Аминта III. Заплашен великом моћи Спарте, Аминта је склопио пријатељство са Атињанима. Након Аминтине смрти води се борба за престо из које као победник излази Александар II. Александар је организовао поход на Тесалију. Тесалци су га уз помоћ Тебанаца одбили. Пердика III (365—360. п. н. е.) био је у сукобу са Атином око Амфипоља. Погинуо је у сукобу са Илирима. На власти долази син Аминте III, Филип II.

#### Владавина Филипа Великог
Одмах по доласку на власт, Филип се решио проблема који су му претили од суседа. Путем подмићивања је остварио примирје са Трачанима. Потом се оженио Олимпијадом, ћерком краља илирског племена Молоса — Неоптолема. Са Атином је на почетку био у добрим односима. На њихов захтев, македонска војска се повлачи из Амфипоља. За узврат добијају град Пидну. Године 358. п. н. е. Филип задаје пораз Илирима. Исте године потукао је Пеонце и обезбедио северне границе своје државе. Потом је започео опсаду Амфипоља. Амфипољани су постали позив у помоћ Атини, али се она није одазвала. И сама је имала проблеме са савезницима који су се покушавали ослободити атинског утицаја. Филип ке релативно лако овладао градом. Стратешки важан положај Амфипоља веома је ојачао Филипову државу. Са Олинтом је склопио мир предајући му Потидеју за коју је овај град био јако заинтересован. Године 356. п. н. е. упао је на територију Тракије и учврстио се у градићу Крениди. У граду је населио Македонце и дао му ново име — Филипи.
Филип је наставио унутрашњу политику својих претходника. Наставио је борбу за уједињење Македоније. У своју службу је ангажовао многе грчке научније и војсковође користећи се напредним тековинама грчке културе. Престоница државе био је град Пела. Она је у Филипово време постала типичан антички град. Филип је копирао хеленски метод колонизације и градио насеља широм Македоније у којима је насељавао Македонце.
Посебну пажњу је Филип посветио реорганизацији македонске војске. У његово време развила се сјајна македонска коњица подељена у одреде хетаира (другова краља). Она је умногоме премашивала моћ грчке коњице. Род наоружане коњице у Филиповој војсци називао се сарисофорима по дугим копљима — сарисима. Сарисима је била наоружана и пешадија која је носила почасни назив "пратње краља". Филип је увео и постројавање Македонаца у фаланге које су биле гушће збијене у односу на грчке. Лако покретна пешадија носила је назив хипасисти.
Главна новина у македонској војсци било је увођење координације различитих врста оружја. Док је код Грка главну улогу имала пешадија, код Македонаца је коњица имала исто толико значајну, ако не и значајнију улогу. Војним реформама Филипа Великог које су трајале две године, моћ македонске војске појачана је вишеструко.
Односи Филипа и Атине су на самом почетку били добри. Са Атињанима је склопљен договор и Македонци им предају Амфипољ, а за узврат добијају Пидну. Међутим, са јачањем војске ствара се и жеља Филипа да своју државу изведе на Егејско море. У Филипову интересну сферу улазили су многи трачки и халкидички градови који су били под влашћу Атине. То је неминовно морало довести до сукоба две државе. Године 357. п. н. е. Филип заузима Амфипољ. Атињани су хтели да протестују, али исте године избија Савезнички рат. Чланице Другог атинског поморског савеза (Хиос, Кос, Родос и Византион) побуниле су се против атинске власти и у двогодишњем рату су се избориле за своју независност. Оставши без савезника, Атина нагло слаби. Посебно ју је узнемирило Филипово освајање територија у Илирији, али није могла ништа учинити јер су у Средњој Грчкој наступили важни догађаји.

##### Трећи свети рат
Трећи свети рат Филипу је послужио као изговор да се умеша у грчке послове. Започео је као сукоб Фокиде и Амфиктиоске лиге на челу са Тебом око пророчишта Делфи кога су Фокиђани заузели. Тебанци су ту акцију протумачили као светогрђе и наложили Фокиђанима да сместа напусте пророчиште и надокнаде начињену штету. Фокиђани одбијају да испуне наређење па им Теба објављује рат. Иако је у почетку био локални сукоб, рат је убрзо постао општегрчки. Захваљујући средствима које су прикупили од ходочасника, Фокиђани су могли унајмити најамничку војску. Тебанци склапају савез са Тесалијом и Локридом. Атина и Спарта стају на страну Фокиде.
Македонци стају на тебанску страну. Филип 353. или 352. године п. н. е. наноси пораз Фокиди у бици на Крочком пољу након чега се почео издавати за осветника Аполона. Заратио је и са Атином коју је сматрао најопаснијим чланом коалиције. Подстакао је побуну против Атине на Еретрији. Заузета гушењем устанка, Атина је била присиљена на мир. Филократовим миром из 346. године п. н. е. одлучено је да свака страна задржи оно што је освојила. У договор нису били укључени Фокиђани што је Филипу омогућило да следеће, 345. године п. н. е. освоји њену територију. Овим мировним уговором завршен је Трећи свети рат.

##### Олинтски рат
Олинт је, знајући за Филипова настојања да освоји Халкидики, још 358. године п. н. е. ступио у савез са Атином. Сам град налазио се на челу Халкидичког савеза. Заоштравање атинско-македонских односа довело је до сукоба Филипа са Олинтом. Филип га напада 348. године п. н. е. Атињани су Олинту послали помоћ од 17 бродова, 300 коњаника и 4000 хоплита. Међутим, у редовима су се појавила двојица издајника — команданти коњице Еутикрат и Ластен. Они у Филипове руке предаше 500 коњаника. Олинт је толико ослабио да није могао пружити значајнији отпор. Филип га осваја исте године. Град је порушен, а становништво побијено или поробљено. Халкидички савез престао је да постоји.

##### Македонски успеси
Филократов мир изазвао је негодовање у Атини и поделу на две фракције: присталице Македоније предвођене Есхином и противнике предвођене Демостеном. Док се у Атини водила борба, Филип шири свој утицај. На епирски престо поставља свог шурака Александра. Угрозио је Акарнанију, склопио савез са Етолијом и у све четири области Тесалије сместио своје људе. Тесалску војску је прикључио својој у склопу намесника. Планирао је напад на Тракију због чега 343. п. н. е. понуди Атини мир. Понуда је одбијена. Поход је ипак предузео и 342. године п. н. е. наметнуо трачким племенима велики данак, а трачке градове населио Македонцима. Са грчким градовима склопио је примирје. Реакција Атине на ова освајања била је пљачка трачких македонских градова. Филип уложи протест који оста без одговора. Године 340. п. н. е. Филип опседа Перинт и Византион. Опсада Перинта изазва реакцију Персијанаца који граду послаше велику помоћ заплашени наглим јачањем Македоније. Опсада Византиона изазва реакцију Атине која шаље помоћ граду. Обе опсаде завршене су неуспехом. Филип повлачи своје снаге.
Следећи Филипов поход био је уперен против Скита. Скитима је владао краљ Атеј. Као изговор за избијање рата, Филип је искористио Атејево одбијање пружања помоћи Македонцима приликом опсаде Византиона. Скити су у одлучујућој бици поражени. Атеј је погинуо. Филип се докопао огромног плена који је садржао и 20.000 коња. Међутим, по повратку Филипа напада племе Трибала које му отима сав плен. Сам македонски краљ био је тешко рањен и једва се вратио у Пелу не довршивши освајање Тракије.

##### Четврти свети рат
Атина са Тебом склапа савез и објављује јој Свети рат. Савезницама се придружила и Амфиса, град у области Фокиде. Спартанци, и поред свог непријатељства према Македонији, нису пристали да пошаљу своју војску у помоћ. Разлог за то била је мржња према Беоћанима која је постојала још од времена Беотијског рата и Тебанске хегемоније.
Филип шаље своје снаге у Грчку. Савезници их дочекују код Херонеје. Битка која је уследила од великог је значаја за историју античке Грчке. Атињани су држали лево, а Тебанци десно крило. Филип је командовао десном македонском армијом. Левом армијом командовао је његов син, касније чувени војсковођа, Александар Македонски. Филип је вешто намамио Атињане да нападну десно македонско крило. Уследио је Александров напад који је разбио атинске снаге. Тебанска света чета храбро се борила против Александра. На крају је готово цела изгинула. У част храбре борбе Тебанци су касније у част своје чете подигли споменик "Херонејски лав" који је очуван до данас.
Херонејском битком Филип је толико заплашио остале грчке градове да се надаље нису ни одупирали. Македонци без отпора заузимају Тебу из које су истерали све антимакедонске присталице и образовали гарнизон. Амфису су Македонци заузели и разорили. Са Атином је Филип поступио другачије. Понудио јој је мир. Атина је задржала Скирос, Самос, Делос и друге мање територије. За узврат је признала хегемонију Македоније. Филипу се одупирала једино Спарта, али она му није могла значајније наудити. Следеће, 337. године, Филип је у Коринту одржао чувени Свехеленски конгрес на коме су утврђени принципи будућег Хеленског савеза. Најважније одлуке односиле су се на утврђивање општег мира, забране насилног мењања поретка и владара, савез против кршиоца мира, искључивање Персије из грчких послова и заједничка објава рата.
Филип није стигао да оствари своју намеру и освоји Персију. Убијен је у дворској завери на свадби своје кћери. Наследио га је син Александар.

#### Владавина Александра Великог

##### Александрова балканска кампања
Вест о Филиповој смрти навела је многе државе Балкана да се побуне против македонске хегемоније надајући се да нови владар, Филипов син Александар, није довољно снажан да одржи царство свога оца. Побуну су подигла трачка племена на северу Македоније, Тесалија, Атина и Теба. У гушењу устанака, Александар је провео 335. годину п. н. е.
Александар најпре покреће војску на Грчку где продире до Коринта. Тесалци, Тебанци, Коринћани и Атињани предају се без борбе. Потом је сазнао да су се побунила племена Илира и Трачана. Војску покреће на север и без већих проблема гуши и ове устанке. Тебанци поново дижу устанак. За њих је то била фатална грешка. Александар напада и разара град. Атина је принуђена да понизно моли за мир. Вођа делегата, Фокион, успео је да издејствује мир и Демостена спаси прогона из Атине. Осигуравши границе своје државе, Александар је остао слободан да настави планове свога оца. Следеће, 334. године п. н. е., Македонија је објавила рат Персијском царству.

##### Александрова освајања
Александар се у Малу Азију искрцао на пролеће 334. године п. н. е. Прву победу остварио је на реци Гранику протерујући Персијанце са обала Егејског мора. Потом је наставио са освајањем Мале Азије. Цар Дарије III чекао га је са великом војском на реци Ису. Александар му поново наноси пораз и приморава на бекство. Потом је наставио са чишћењем обала Леванта од персијских гарнизона Извесне тешкоће представљало је освајање Тира. Потом се Александар упутио у Египат који га је дочекао као ослободиоца и прогласио новим фараоном. Одлучујућу битку против Персијанаца водио је код Гаугамеле, недалеко од Вавилона, 331. године п. н. е. након које осваја Персепољ. Период од 331. до 327. п. н. е. Александар је провео ратујући са Бактријом и Согдијаном којима су управљали Бес (који се прогласио краљем Персије) и Спитамен. До 327. године п. н. е. Александар стиже до Индије.
Александров противник у Индији био је краљ Пор, владар Пенџаба. Помоћ му је пружао раџа Таксиле. Одлучујућа битка вођена је на реци Хидаспу. Пор се храбро борио, али је на крају ипак поклекао. Александар му није одузео територије. Чак их је и увећао. Пор је постао македонски вазал. Најисточнија тачка до које је Александар проширио своје царство јесте река Хифасис. Војници су одбили да наставе ратовање на истоку. Александар је био приморан да се врати. Био је то његов први и једини пораз.

### Средњи век
Јужни Словени, претежно Срби, су заузели територију данашње Македоније у 6. веку. Словени су учествовали у неколико похода на Византију, сами или у савезу са Аварима и Прабугарима. Око 680. године група  византијских војника, Словена, Германа и Прабугара, коју је предводио кан Кубер се населила у Пелагонији и покренула походе у област Солуна. Знатан део ове групе се временом раселио у разне делове Византије.
По Константину Порфирогениту, у Македонији су, за време цара Ираклија, боравили Срби. Само што они нису ту дошли насилно, него са Ираклијевим одобрењем. Ираклије их је населио у јужној Македонији, око каснијег града Сервије, који је и добио то име од Срба. Према томе би Македонија била прва српска домовина на Балкану. Међутим Срби су се по Порфирогениту, касније покајали, па су са царевим пристанком пошли преко Дунава. Стигавши у Београд, тражили су од цара Ираклија нова станишта у Византији.
Крајем 7. века византијски цар Јустинијан II је организовао масовни поход против Словена на грчком полуострву, у којем је заробио велики број Срба и преселио их у Кападокију. До владавине Констанса II (који је такође организовао походе против Словена), значајан број македонских Словена је заробљен и пресељен у централни део Мале Азије.
За време владавине бугарског цара Пресијана I, област Македоније је 837. постала део Првог бугарског царства. У овом периоду су међу Словенима деловали браћа Ћирило и Методије, пореклом из Солуна, који су творци глагољице и староцрквенословенског језика и чијим радом је велики број Словена покрштен. Њихови ученици Климент и Наум су у Охриду основали јак културни центар. У 10. веку у Македонији се појавило богумилско учење, као одговор на потчињавајући феудални црквено-економски систем. Оно се брзо проширило по целој Европи.
Прво бугарско царство је 968. напала и покорила Кијевска Русија, али је византијски цар Јован I Цимискије 971. године успео да од Кијевске Русије преотме источне делове Првог бугарског царства. У међувремену, у западном делу Првог бугарског царства избио је устанак четворице браће комитопула (Давида, Арона, Мојсија и Самуила) против Византије. Браћа су 976. покренуле нову велику кампању против Византије. Самуило је исте године остао сам у борби против Византије, током које је успео да створи моћно царство које се протезало од Јадранског до Црног мора и од Дунава до Тесалије. Самуилова држава је постојала до 1018. након чега је поново доспела под власт Византије.
Словенски устанци су наставили да избијају на махове, често уз помоћ српских кнежевина на северу. Сваку привремену независност коју су устаници успевали да стекну Византија је обично брзо гушила. Овај период су обележили ратови Нормана и Византије. Нормани су кренули у напад са својих територија у јужној Италији и привремено су завладали малим територијама на северозападној обали.
Међутим са крајем 12. века, незаустављиво слабљење Византије је пружило околним државама да на дуже време држе Македонију. Почетком 13. века обновљено Бугарско царство је завладало овом облашћу. Због унутрашњих проблема царство није дуго трајало, а регион је у другој половини 13. века поново дошао под контролу обновљене Византије. Од краја 13. века Македонија је постала део српске краљевине, а Скопље је 1346. постало престоница Душановог царства.
После смрти цара Душана, слаби наследник и борбе за моћ су још једном поделиле Балканско полуострво, што се поклопило са продором Османлија у Европу. Облашћу Македоније управљали су браћа Вукашин и Угљеша Мрњавчевић, који су покушали да зауставе Турке у Маричкој бици 1371. После њиховог пораза, Вукашинов син Марко Мрњавчевић и браћа Дејановићи су постали турски вазали.

### Нови век

#### Под Османским царством
Турци су ову област освојили у првој половини 15. века и она је остала у саставу Османског царства наредних скоро 5 векова.
Након пада Цариграда 1453. и нестанком Византијског царства, султан Мехмед II је 1454. године потврдио цариградског патријарха за духовног вођу свих православних хришћана у Османском царству. Цариградски патријарх је зато подржавао османска освајања, а Српска и Бугарска православна црква су изгубили своју аутокефалност. Свештенство у тим негрчким црквама је именовао цариградски патријарх, а Патријаршија је била одговорна за прикупљање пореза. Сарадња православне цркве и Турака је поред физичког омогућила и културни опстанак православља у Османском царству. Грчки и јерменски свештеници су имали предност над српским, бугарским и румунским свештеницима. Султан је 1767. године распустио Охридску архиепископију, што је још више ојачало утицај грчке цркве међу Словенима. Православна црква је свој положај у отоманском друштву дуговала чињеници да ниједна друга православна држава до половине 17. века није угрожавала Османско царство. Руско-турски ратови су нарушили овај однос, а после Руско-турског рата 1768-1774. и Кучуккаинарџијским миром Русија је постала заштитник свих православних хришћана у Османском царству.
Током турске владавине у овој области, због досељавања турског становништва и исламизације, живео је значајан број муслиманског становништва. За време турске владавине Скопље и Битољ су били средишта два ејалета. Долина Вардара, која је касније постала централни део Северне Македоније, била је у саставу Османског царства све до Првог балканског рата, уз изузетак кратког периода током 1878, када су је заузели Руси током Руско-турског рата 1877—1878. када је припала Бугарској. Током Илинденског устанка у јужном делу данашње Северне Македоније устаници су основали краткотрајну Крушевску републику.
Пре почетка Првог балканског рата, Србија и Бугарска су одлучиле да данашња територија Северне Македоније добије статус аутономије, а уколико то буде немогуће — да буде подељена по линији Крива Паланка-Охрид, након што Османско царство буде поражено. Бугари нису испоштовали обавезу о деловању своје војске у Македонији него су скоро сву војску усмерили према Истанбулу где су уз уговором непланирану помоћ српске војске пружили помоћ у заузимању Једрене, па зато Србија није имала обавезу да поштује уговор са Бугарском.

### Савремено доба

#### Ослобођење и подела (1912—1918)
Бугарска се сматрала оштећеном при подели Македоније, те је започела Други балкански рат. Када су Србија, Грчка, Румунија и Турска победиле Бугарску у Другом балканском рату, Вардарска Македонија (данас Северна Македонија) је постала саставни део Србије (1913—1915), Егејска Македонија је припала Грчкој, а Пиринска Македонија Бугарској. Унутрашња Македонска Револуционарна Организација — ВМРО је основана 1893. у Солуну, са циљем да Македонија добије аутономију у оквирима Турске, како би касније постала део Бугарске. Ова организација је имала изразито антисрпски карактер. У Првом светском рату (1914—1918) је као део Краљевине Србије била окупирана је од стране Бугарске, која је почела да врши насилну бугаризацију домаћег становништва.

#### Међуратно раздобље (1918—1941)
После рата је постала део Краљевине Срба, Хрвата и Словенаца (1918—1941). Чланови ВМРО-а су заједно са усташама извршили атентат на краља Југославије Александра I Карађорђевића у Марсељу 1934. У оквиру Краљевине СХС, територија Вардарске Македоније је била део провинције Јужне Србије, а потом (од 1922. године) је подељена на три области (Скопску, Брегалничку и Битољску). Од 1929. до 1941. године је чинила главни део Вардарске бановине, чије се управно седиште налазило у Скопљу.

#### Други светски рат
Након Априлског рата, југословенски део Македоније поделиле су италијанска марионетска Велика Албанија и Краљевина Бугарска. Покрајинско руководство КПЈ на челу са пробугарски оријентисаним секретаром Методијем Шаторовим оклевало је да подигне оружани устанак против окупатора. Након уклањања Шаторова и започетих припрема, оружани устанак у Македонији започео је 11. октобра 1941. године, нападом Прилепског партизанског одреда на бугарску станицу у Прилепу. Устанак је почео да се омасовљује тек почетком 1942. године. Бугари су заузели већи, источни и средишњи, део Вардарске Македоније, док је западни део ушао у састав Краљевине Албаније, која је била италијански протекторат.
Антифашистичко собрање народног ослобођења Македоније (АСНОМ) је представљало врховно представничко, законодавно и извршно тело Демократске Федералне Македоније у периоду од августа 1944. до априла 1945. године. Конституисана је 2. августа 1944. године, на свом Првом заседању, а 16. априла 1945, на Трећем заседању је прерасло у Народну скупштину Македоније.
Иницијативни одбор за основање АСНОМ-а формиран је новембра 1943. године у селу Црвена вода. У његовом саставу налазили су се: Методије Андонов Ченто (председник), Страхил Гигов (секретар), Цветко Узуновски, Венко Марковски и Михајло Апостолски.

#### Спор око имена
Спор око имена Македоније је сукоб између две државе, Грчке и Македоније око коришћења имена Македонија. Почео је са проглашењем независности Социјалистичке Републике Македоније 1992. године од Југославије под именом Република Македонија. Спор није решен и обе стране су остале при својим ставовима по овом питању.
Због спора око имена са Грчком, Уједињене нације, неке земље Европске уније укључујући Немачку и Француску, и друге међународне организације званично користе привремену референцу Бивша Југословенска Република Македонија (БЈРМ).
Суштина спора је питање да ли једна држава може узети име шире географске области (у овом случају област Македонија), ако њена територија обухвата један њен мањи део (Вардарска Македонија) и да ли у том случају она исказује територијалне претензије ка суседним државама у којима се налазе преостали делови ове области (Периферије западна, средишња и источна Македонија у Грчкој које чине Егејску Македонију и Благоевградска област у Бугарској која чини Пиринску Македонију). Народ који данас насељава простор Северне Македоније је словенског порекла, али је његова етничка припадност и дан данас предмет спорења. Данас сами становници се већином називају и сматрају Македонцима, а свој језик македонским језиком. Народи који данас насељавају просторе Пиринске и Егејске Македоније не сматрају себе Македонцима у етничком смислу.

## Галерија
- Биста Филипа Македонског
- План битке код Херонеје
- Симбол сунца пронађен на Александровом гробу
- Експанзија Македоније
- Битка на Гранику
- Битка код Иса
- Битка код Гаугамеле
- Битка на Хидаспу